# Hydrovatus irianensis
Hydrovatus irianensis är en skalbaggsart som beskrevs av Olof Biström 1997. Hydrovatus irianensis ingår i släktet Hydrovatus och familjen dykare. Inga underarter finns listade i Catalogue of Life.